# 거쥔보
거쥔보(葛均波, 1962년 11월 15일 ~ )는 중화인민공화국의 심혈관 내과의학자 겸 대학 교수이자 정치가이다.
그는 중화인민공화국 상하이 퉁지 대학교 의과대학 교수 등을 지냈다.